# Tłumica (pożarnictwo)
Tłumica – sprzęt pożarniczy do gaszenia iskier i żaru przenoszonych przez wiatr na obejścia i dachy – płaskie wiklinowe lub brzozowe miotły, obszyte nasiąkliwą tkaniną, osadzone na długich drążkach. Tłumice macza się w wiadrach lub beczkach z wodą i uderza nimi w miejsca, gdzie spadły iskry lub z których wydobywa się płomień. Obecnie tłumice metalowe (z cienkiej blachy) stosowane są przeważnie do tłumienia pożarów między innymi ściółki leśnej i trawy.
Późniejsze tłumice były robione z pasków sprężystej blachy i na to nakładano obszycie. Przy obejściach stały obowiązkowe beczki z wodą. Wiadra przeciwpożarowe natomiast miały zaokrąglone dna, w których były uchwyty ułatwiające energiczniejsze wylewanie wody na płomienie. Wiadra z wodą podawano z ręki do ręki, aby przerwy w gaszeniu były jak najkrótsze.